# Objetividad (ciencia)
La objetividad en la ciencia es un intento de descubrir verdades sobre el mundo natural mediante la eliminación de sesgos personales, emociones y creencias falsas. A menudo se vincula a la observación como parte del método científico. Por lo tanto, está íntimamente relacionado con el objetivo de la comprobabilidad y la reproducibilidad. Para ser considerados objetivos, los resultados de la medición deben comunicarse de persona a persona y luego demostrada a terceros, como un avance en la realidad de consenso del mundo. Tal conocimiento demostrable normalmente ha conferido poderes demostrables de predicción o tecnología.
El problema de la objetividad filosófica se contrasta con la subjetividad personal, a veces exacerbada por la sobregeneralización de una hipótesis al conjunto. Por ejemplo, la ley de gravitación universal de Newton parece ser la norma para la atracción entre los cuerpos celestes, pero luego fue refinada y ampliada, y reemplazada filosóficamente, por la teoría más general de la relatividad.

## Historia
El método científico, defendido por el filósofo de la Ilustración Francis Bacon, se hizo popular con los descubrimientos de Isaac Newton y sus seguidores, y continuó en épocas posteriores. A principios del siglo XVIII, existía una virtud epistemológica en la ciencia que se ha llamado verdad a la naturaleza. Este ideal fue practicado por los naturalistas de la Ilustración y los creadores de atlas científicos, e implicó intentos activos de eliminar cualquier idiosincrasia en sus representaciones de la naturaleza para crear imágenes que se pensaba que representaban mejor "lo que realmente es". El juicio y la habilidad se consideraron necesarios para determinar el "típico", "característico", "ideal" o "promedio". En la práctica, los naturalistas de la verdad a la naturaleza no buscaban representar exactamente lo que se veía; más bien, buscaban una imagen razonada.
En la segunda mitad del siglo XIX nació la objetividad en la ciencia cuando apareció una nueva práctica de objetividad mecánica ."Dejar que la naturaleza hable por sí misma' se convirtió en la consigna de una nueva marca de objetividad científica". Fue en este momento cuando las representaciones idealizadas de la naturaleza, que antes se veían como una virtud, ahora se ven como un vicio. Los científicos comenzaron a ver como su deber abstenerse activamente de imponer sus propias proyecciones sobre la naturaleza. El objetivo era liberar las representaciones de la naturaleza de la interferencia humana subjetiva y, para lograrlo, los científicos comenzaron a utilizar instrumentos de autorregistro, cámaras, moldes de cera y otros dispositivos tecnológicos.
En el juicio entrenado del siglo XX Complementó la objetividad mecánica a medida que los científicos comenzaron a reconocer que, para que las imágenes o los datos fueran de alguna utilidad, los científicos debían poder ver científicamente; es decir, interpretar imágenes o datos e identificarlos y agruparlos de acuerdo con una formación profesional particular, en lugar de simplemente representarlos mecánicamente. Desde la segunda mitad del siglo XIX, la objetividad ha llegado a implicar una combinación de juicio entrenado y objetividad mecánica.

## Objetividad en la medición
Otro aspecto metodológico es evitar el sesgo, que puede implicar sesgo cognitivo, sesgo cultural o sesgo de muestreo . Los métodos para evitar o superar tales sesgos incluyen el muestreo aleatorio y los ensayos doble ciego. Sin embargo, la objetividad en la medición puede ser inalcanzable en ciertas circunstancias. Incluso las ciencias sociales más cuantitativas, como la economía, emplean medidas que son constructos (convenciones, para emplear el término acuñado por Pierre Duhem).

## El papel de la comunidad científica
Varios procesos científicos, como las revisiones por pares, las discusiones en conferencias científicas y otras reuniones donde se presentan resultados científicos, son parte de un proceso social cuyo propósito es fortalecer el aspecto objetivo del método científico.
Junto al error involuntario y sistemático, siempre existe la posibilidad de una tergiversación deliberada de los resultados científicos, ya sea por ganancia, fama o motivos ideológicos. Cuando tales casos de fraude científico salen a la luz, generalmente dan lugar a un escándalo académico, pero se desconoce cuánto fraude no se descubre. Para obtener resultados importantes, otros grupos intentarán repetir el experimento. Si fallan constantemente, traerán estos resultados negativos al debate científico.

## Críticas a la objetividad científica
Un argumento crítico sobre la objetividad científica y el positivismo es que toda ciencia tiene un grado de interpretativismo. En la década de 1920, The Logic of Modern Physics de Percy Bridgman y el operacionalismo presentado se centraron en tal reconocimiento.

### La estructura de las revoluciones científicas deThomas Kuhn
Basado en una revisión histórica del desarrollo de ciertas teorías científicas en su libro, La estructura de las revoluciones científicas, el científico e historiador Thomas Kuhn planteó algunas objeciones filosóficas a las afirmaciones de que la posibilidad de que la comprensión científica sea verdaderamente objetiva. En el análisis de Kuhn, los científicos de diferentes disciplinas se organizan en grupos de facto paradigmas dentro de los cuales se realiza la investigación científica, se educa a los científicos jóvenes y se determinan los problemas científicos.
Cuando surgen datos de observación que parecen contradecir o falsificar un paradigma científico dado, históricamente los científicos dentro de ese paradigma no lo han rechazado de inmediato, como la teoría filosófica del falsacionismo de Karl Popper querría que hicieran. En cambio, han hecho todo lo posible para resolver el aparente conflicto sin rechazar el paradigma. A través de variaciones ad hoc de la teoría y la interpretación comprensiva de los datos, los científicos de apoyo resolverán el aparente enigma. En casos extremos, pueden ignorar los datos por completo. Así, el fracaso de un paradigma científico entrará en crisis cuando una parte importante de los científicos que trabajan en el campo pierdan la confianza en él. El corolario de esta observación es que un paradigma depende del orden social entre los científicos en el momento en que gana ascendencia.
La teoría de Kuhn ha sido criticada por científicos como Richard Dawkins y Alan Sokal por presentar una visión relativista del progreso científico.

### Losconocimientossituados de Donna Haraway
En Situated Knowledges: The Science Question in Feminism and the Privilege of Partial Perspective (1988), Donna Haraway argumenta que la objetividad en la ciencia y la filosofía se entiende tradicionalmente como una especie de "mirada conquistadora de la nada" incorpórea y trascendente. Ella argumenta que este tipo de objetividad, en la que el sujeto se separa y se distancia del objeto, es una "ilusión, un truco de Dios" imposible. Ella exige un replanteamiento de la objetividad de tal manera que, sin dejar de luchar por "relatos fieles del mundo real", también debemos reconocer nuestra perspectiva dentro del mundo. Ella llama a este nuevo tipo de creación de conocimiento "conocimientos ubicados". La objetividad, argumenta, "resulta ser una encarnación particular y específica y ... no una visión falsa que promete la trascendencia de todos los límites y la responsabilidad". Esta nueva objetividad "nos permite ser responsables de lo que aprendemos a ver".